# プレクムルスカ・ギバニツァ

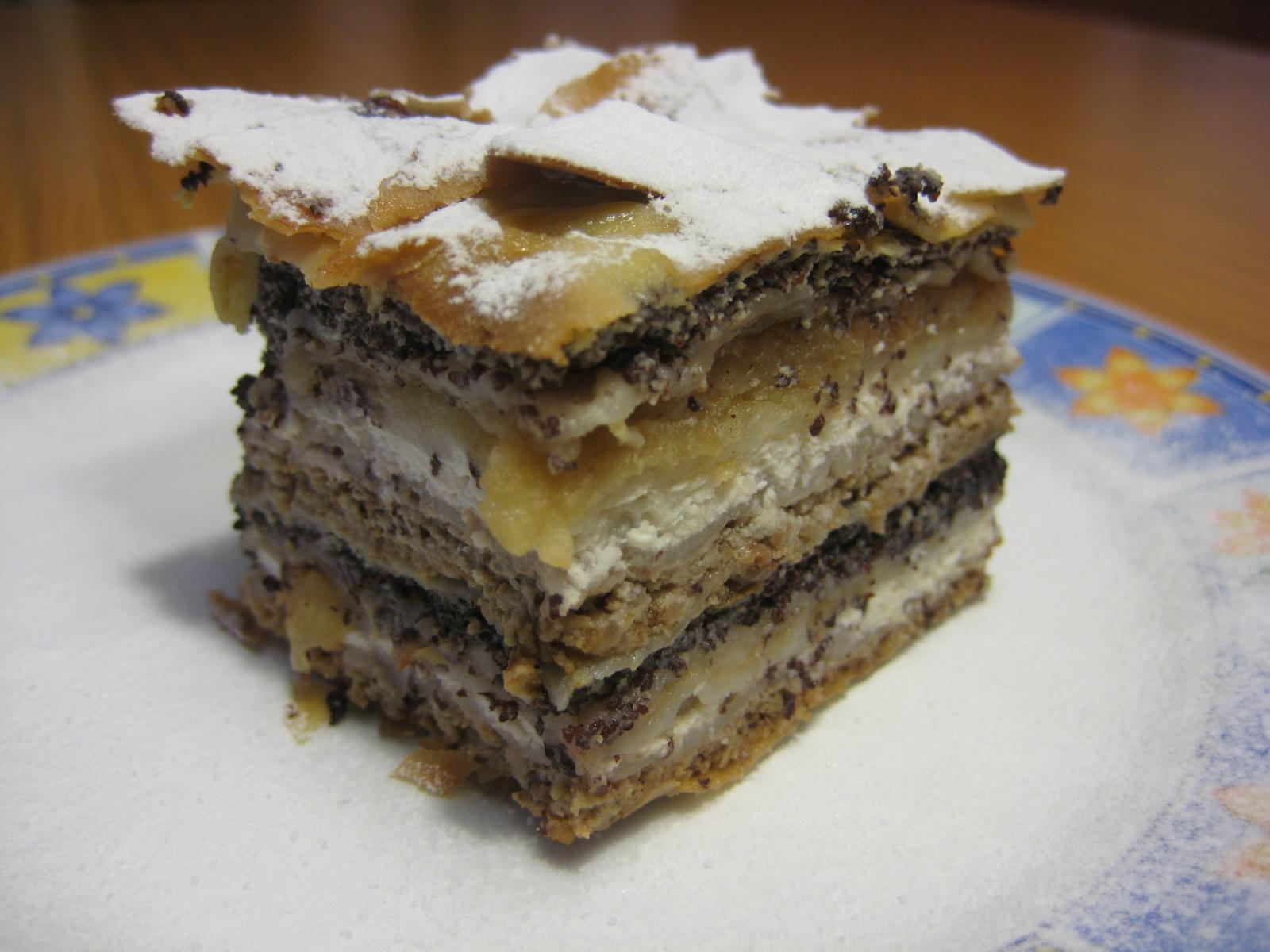
プレクムルスカ・ギバニツァ

プレクムルスカ・ギバニツァ（prekmurska gibanica）は、スロヴェニア北東部にあるプレクムリエ地方（Prekmurje）とそこに隣接するクロアチアのメジムリエ地方（Međimurje）に起源を持つ、何層にも重なったケーキ。
プレクムリエ地方の特産品であるが、スロヴェニアを代表する伝統的な食べ物として広く知られている。

## 材料
土台の部分には薄力粉、上部の生地には強力粉を使い、4種類の層にはスクータ（カッテージチーズ）、ケシの実、クルミ、リンゴ、レーズンなどを使う。この独特なケーキの材料には、プレクムリエ地方の農産物の多様性がよくあらわれていると言えるだろう。

## 名称
プレクムルスカ・ギアバニツァの名前は、この地域で話されているプレクムルスカ方言で、重なることを表す「ギューバ（güba）」という語に由来している。

## 歴史
何世紀にも渡り、プレクムルスカ・ギバニツァは、プレクムリエ地方やメジムリェ地方において祝祭や儀式の際に振舞われてきた。レシピの起源は正確には明らかになっていない。しかし古い記述をたどれば、現在のケーキのレシピは数世紀の時間をかけて完成されたようである。1828年のヨジェフ・コシッチ(Jožev Košič)によるギバニツァについての最古の記述には次のようにある。
以下のようにして作られるギバニツァという食べ物なしにしてゴストゥヴァニェ（Gostüvanje）は成り立たない。ギバニツァの生地を薄くなるまで延ばし、その上にすりおろしたカブ、キャベツ、またはカッテージチーズを乗せる。そしてまた生地の層でそれを覆うように乗せていく。これを10回ほど繰り返して完成する。
後世になってからはケーキを甘くするためにハチミツが使用されるようになった。このタイプのギバニツァはプレクムリエ地方でも特にハンガリー語が話される地域から広まったとされる。

### 現在
このプレクムルスカ・ギバニツァは、2006年のヨーロッパの日に議長国を務めたオーストリアによって、スロヴェニアを代表する菓子に選出された。
2010年3月には、ヨーロッパにおける原産地名称保護制度（TSG）に指定された。

## その他
セルビアでは、同じギバニツァという名称で別の料理が伝統的に親しまれている。